# Elizabeth Wilde
Elizabeth Frances Wilde (* 18. Oktober 1913 in Kansas City, Missouri; † 29. Oktober 2005 ebenda) war eine US-amerikanische Leichtathletin.

## Karriere
Wilde startete für den Missouri Racing Club über die Sprintdistanzen. In den 1930er-Jahren trat sie mehrfach bei den Amerikanischen Leichtathletikmeisterschaften an, die von der Amateur Athletic Union ausgetragen wurden. Ihre erfolgreichsten Platzierungen waren hierbei der dritte Rang über 100 Meter in den Jahren 1932 und 1939 sowie der zweite Rang im 200-Meter-Lauf 1933.
1932 vertrat sie ihr Land bei den Olympischen Sommerspielen in Los Angeles, wo sie im 100-Meter-Lauf an den Start ging. Dort konnte sie ihren Vorlauf in einer Zeit für 12,4 Sekunden für sich entscheiden und zog ins Halbfinale ein. In diesem konnte sie ihre Zeit wiederholen und musste sich nur der späteren Silbermedaillengewinnerin Hilda Strike aus Kanada geschlagen geben, womit sie sich für das olympische Finale qualifizierte.
Im Finale konnte sie ihre Zeit um eine Zehntelsekunde auf 12,3 Sekunden verbessern, erreichte aber dennoch nur den sechsten und letzten Platz.
Bei einer Größe von 1,67 Metern hatte Wilde ein Wettkampfgewicht von 54 Kilogramm. Ihre persönliche Bestzeit über 100 Meter lag bei 12,2 Sekunden und stammte aus dem Jahr 1932.